# Орлич, Владислав
Влади́слав Роман О́рлич (пол. Władysław Roman Orlicz; 24 мая 1903, с. Окоцим возле Кракова — 9 августа 1990, Познань) — польский математик, доктор физико-математических наук, профессор.

## Биография
Владислав Роман Орлич родился в селе Окоцим возле Кракова. У его родителей, Франтишека Орлич и Марии Роскнехт, было пятеро сыновей. Отец умер, когда ему было всего 4 года.
В 1919 году семья переехала во Львов, где он получил среднее образование, а затем изучал математику в Университете Яна Казимира.
С 1922 по 1929 годы он работал ассистентом на кафедре математики в Университете Яна Казимира. В 1928 году написал докторскую диссертацию «Некоторые проблемы теории ортогональных рядов», под руководством Евстахия Зелинского. В том же году Орлич вступил в брак с Зофией Кжисяк. В конце 20-х и начале 30-х работал учителем в частных средних школах и в военной школе.
Орлич провел 1929/30 академические годы в Геттингенском университете. В 1931—1937 годах преподавал во Львовском техническом университете. В 1937 году стал профессором Познанского университета. Вторую мировую войну провел во Львове. С января 1940 по июнь 1941 и с августа 1944 до 1945 года он преподавал в Торгово-промышленной школе. В марте 1945 года Орлич уехал в Польшу, а уже в мае стал преподавателем к Познанского университета.
Орлич был редактором журнала «Commentationes Mathematicae» (1955—1990), президентом Польского математического союза (в 1977—1979 годах). В 1961 году был избран действительным членом академии наук.
До выхода на пенсию в 1974 году он работал в Познанском университете и в Институте математики Польской академии наук. Орлич умер 9 августа 1990 года в Познани.

## Научные труды
Основные работы относятся к функциональному анализу и его разделов, в частности в области ортогональных рядов. Вместе с С. Мазуром развил теорию линейных топологических пространств, более общих, чем банаховые пространства. Создал также теорию функциональных пространств (пространство Орлича). Основал в Познани математическую школу. Вместе с С. Банахом создал львовскую школу функционального анализа.

## Награды
- Премия Польской математической союза (1948),
- «Золотой крест заслуги» (1954),
- Командорский Крест ордена Возрождения Польши (1958),
- Почетный член Польского математического союза (1973),
- Премия Фонда Альфреда Южиковского (1973),
- Медаль Коперника Польской академии наук (1973),
- Орден Уважаемого учителя (1977),
- Медаль Варшавского университета (1979),
- Медаль Комиссии народного образования (1983),
- Государственная индивидуальная премия (ii степени в 1952 году, первой степени в 1966 году).